# بيرسي سميث (لاعب كرة قدم أسترالية)
بيرسي سميث (بالإنجليزية: Percy Smith)‏ هو لاعب كرة قدم أسترالية أسترالي، ولد في 30 سبتمبر 1887، وتوفي في 24 مايو 1974.

## وصلات خارجية
- بيرسي سميث على موقع AustralianFootball.com (الإنجليزية)
- بيرسي سميث على موقع AFLtables.com (الإنجليزية)